# Palazzo Auteri
Il palazzo Auteri Perrotta è un palazzo privato, situato nel centro storico di Catania, fra le Terme dell'Indirizzo e il Castello Ursino. Fu costruito nel XVIII secolo per volere di Michele Auteri, ricco produttore e commerciante di seta. Dell'edificio si vedono già delle tracce nella mappa catastale dell'Orlando, risalente al 1761.

## La seteria e la ristrutturazione
Nel 1826 Michele Auteri era proprietario di una delle seterie più importanti d’Italia, con sede proprio nel Palazzo Auteri, dove curava la produzione dei bachi e la lavorazione della seta. La seteria fu in seguito ereditata dal figlio Giuseppe Auteri Fragalà, per poi diventare nel 1841 proprietà dei fratelli Benedetto, Francesco, Vincenzo e Salvatore, figli di Giuseppe.
Nella seconda metà del XIX secolo, l'architetto Carmelo Sciuto Patti, sposatosi nel 1861 con Maddalena Auteri Berretta di Paola, ricevette l'incarico da Salvatore Auteri, nonno di Maddalena, della ristrutturazione del palazzo. La perizia, datata 1851-1865, venne realizzata dall'architetto stesso. In quell'occasione venne ricomposto il portale d'ingresso, opera del maestro scalpellino di Acireale, un tale Brusà.

## Descrizione
Nel cortile interno di uno degli appartamenti fu ricavata una feritoia nel muro che serviva a tenere d'occhio le scale e a sparare ad eventuali nemici. Dietro la feritoia vi era una stanza segreta che collegava l'appartamento del barone con l'appartamento del piano inferiore. Si apriva un armadio, si sollevava una botola che fungeva da finto pavimento, giungendo alla stanza segreta del piano di sotto. In questa stanza venivano nascoste persone e preziosi, specialmente nel periodo dello sbarco de I Mille di Giuseppe Garibaldi, avvenuto a Marsala nel 1860.
Durante la Seconda guerra mondiale il palazzo rimase quasi vuoto. L'unica persona che vi alloggiava fu la cameriera, Agata Torrisi, inserita nello stato di famiglia degli Auteri. Si pensava che, essendo vicino al porto, l'edificio avrebbe potuto essere bombardato o danneggiato, come d'altronde sarebbe accaduto per molti palazzi dell'epoca e della zona.
Vi era inoltre un pozzo, dal quale si attingeva l'acqua dal fiume Amenano, utile soprattutto alla seteria. Le scale interne erano di granito. Al terzo piano vi era un cancello terminante con delle punte, a protezione delle famiglie che vi abitavano. Le famiglie Perrotta e Auteri, sia per motivi di sicurezza che per evitare le esalazioni provenienti dalla fabbrica di seta del piano terreno, non abitavano il secondo piano, cioè quello notoriamente definito come "piano nobile". La scala degli Auteri venne costruita in un secondo momento, insieme all'ammezzato del quarto piano.

## Edifici locali ai tempi classici
Il palazzo si colloca nell'area di un antico insediamento greco-romano. Nei suoi dintorni sono infatti presenti innumerevoli ruderi, attribuibili a diversi periodi storici: dall'insediamento della colonia calcidese nell'VIII secolo a.C. fino al tardo periodo romano, conclusosi nel V secolo d.C.
In particolare la parte sottoposta alla Via Auteri fra le Terme dell'Indirizzo ed il Castello Ursino consta di molti ruderi che, al pari delle stesse Terme accanto l'ex Convento di Santa Maria dell'Indirizzo, oggi sede di un istituto di istruzione pubblica, sembrerebbero essere appartenute al Ginnasio.

## Gli Auteri e la seta
Gli Auteri introdussero l'arte della seta in Sicilia. Il Palazzo Auteri fu sede principale della produzione. I loro tessuti, ben confezionati e impreziositi con fili d'oro e d'argento, divennero sempre più richiesti.
Il governo, visto lo sviluppo e l'occupazione che gli opifici portavano alla città di Catania, appoggiava e proteggeva tale attività. Fu istituito, nel 1727, nelle città di Catania e Messina, il Consolato della nobile arte della seta, per privilegio di Carlo VI.
A nulla valsero i tentativi, da parte dei produttori di Messina, Palermo e Napoli, di boicottare le rinomate seterie Auteri. L'11 dicembre 1753 il consolato sancì che: "I drappi catanesi superavano di gran lunga quelli degli altri paesi in esattezza di lavoro". Di conseguenza tali opifici avevano diritto a tutte le franchigie.
Il 25 febbraio 1826 fu emesso un decreto dal regno delle due Sicilie: "perché la bollazione delle manifatture di seta della fabbrica di Michele Auteri in Catania sia eseguita con bollo di piombo attaccato con fili di seta, nella di cui parte convessa saravvi l'emblema della Trinacria; e nella parte concava, nel primo giro la leggenda, Regia dogana di Catania; nel secondo giro, Fabbrica di seterie; ed in mezzo, di Michele Auteri."
Nel XIX secolo, insieme alla Cina e al Giappone, l'Italia (grazie alle seterie Auteri) era ai vertici della produzione mondiale di seta greggia.